# Milica Ostojić
Milica Ostojić (cyr. Милица Остојић, ur. 16 października 1991 w Belgradzie) – serbska pływaczka.
Na początku września 2007 otrzymała nagrodę sportowca miesiąca (za sierpień) klubu Crvena Zvezda Belgrad.
Reprezentowała Serbię na igrzyskach w 2008. Wzięła udział w zawodach na 200 m stylem dowolnym. Zajęła 40. miejsce z czasem 2:03,19 pobijając rekord kraju. Była najmłodszym reprezentantem Serbii na tych igrzyskach. Jest także najmłodszym olimpijczykiem z tego kraju w ogóle.
Jest zawodniczką klubu PK Beograd.
Jest rekordzistką Serbii na 400 i 1500 m stylem dowolnym na krótkim basenie (25 m).